# ハプログループC1 (Y染色体)
ハプログループC-F3393 (Y染色体)（ハプログループC-F3393 (Yせんしょくたい)、英: Haplogroup C1 (Y-DNA)）とは分子人類学において人類の父系を示すY染色体ハプログループ（型集団）の分類で、ハプログループC (Y染色体)の子型のうち「C-F3393」の変異によって定義されるグループである。

## 下位区分
- C1（C-F3393） 　
  - C1a（C-CTS11043）

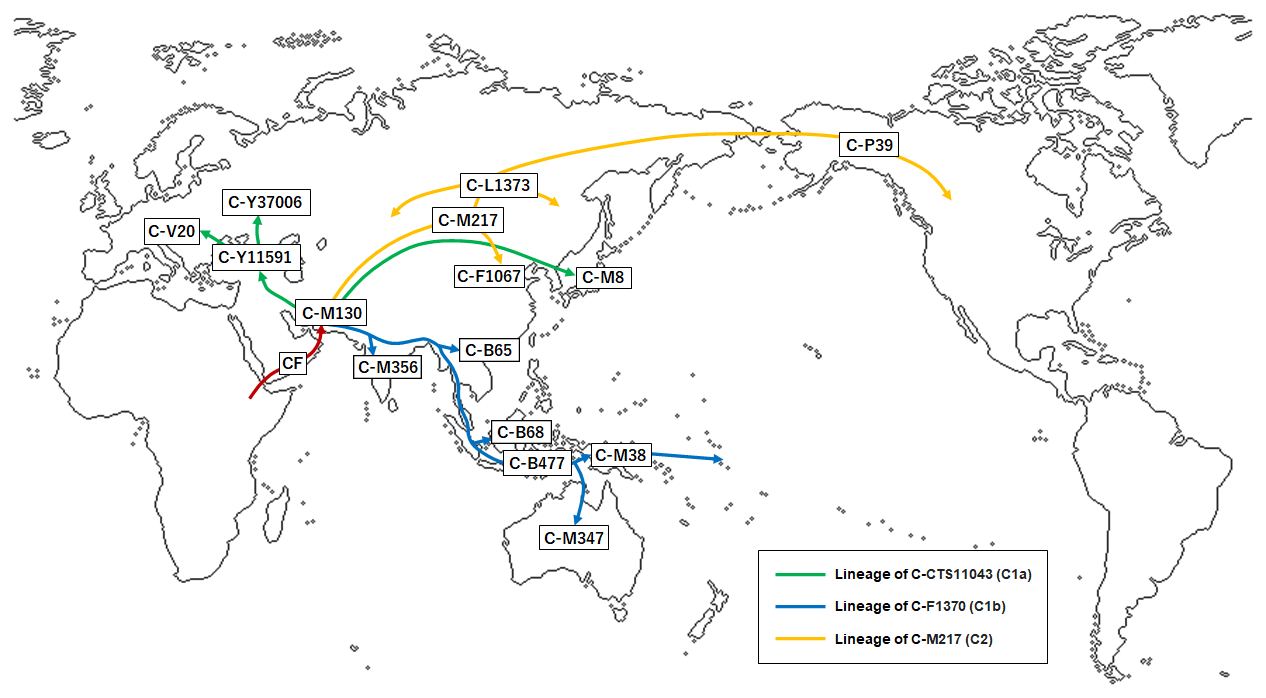
ハプログループCの拡散経路

    - C1a1（C-M8）　日本[1]、中国、韓国、朝鮮[2]
    - C1a2（C-V20/V184） ヨーロッパ[3]、アルジェリア[4]、アルメニア人[2]、ネパール[5] にわずかに見られる。ヨーロッパ最古層、クロマニョン人の型。
      - C1a2a (C-V182)
        - C1a2a1 (C-V222) 英国（エセックス、スコットランド、北アイルランド）、イタリア（カラブリア州クロトーネ県）、ギリシャ、ハンガリー、ウクライナ（リヴィウ州）
        - C1a2a2 (C-Y11325/Z29329) スペイン（バレンシア州カステリョン県）、ポーランド（ポトカルパチェ県）

      - C1a2b (C-Z38888) アルジェリア、アルメニア人

  - C1b（C-F1370）
    - C1b1
      - C1b1a
        - C1b1a1　
          - C1b1a1a（C-M356）　南アジア、中央アジア、西アジアにわずかに見られる[6]。
          - C1b1a1b (C-Z16582)　サウジアラビア及びイラクでわずかに見られる[4]

        - C1b1a2 (C-B65)　中国（陝西省、湖南省、広東省等）、シンガポール（マレー人）、ボルネオ島（ムルット族、レボ族）、フィリピン（アエタ族）等でわずかに見られる[4]

      - C1b1b (C-B68)　ブルネイのドゥスン族にわずかに見られる[4]

    - C1b2（C-B477）
      - C1b2a（C-M38）　パプアニューギニア先住民、オセアニア地域に見られる。
      - C1b2b（C-M347）　オーストラリア先住民に見られる[7]。

ISOGG系統樹　2020年7月11日版 による